# Lea Vanderstraeten
Lea Vanderstraeten (Gent, 31 oktober 1929) is een Belgische kunstschilder.
Zij studeerde aan de Academie in Gent bij Jules-Toussaint De Sutter. Haar werk varieert van bloemstillevens en landschappelijke taferelen tot composities met vrouwenfiguren.
In 1979 verwierf Lea Vanderstraeten een gouden medaille voor Mérite artistique Européen. Daarna kreeg zij in Parijs een zilveren medaille op het Salon des Artistes. In 1983 werd zij tot Ridder in de Orde van Leopold II geslagen voor haar werk. Tien jaar later werd zij Ridder in de Kroonorde voor haar hele oeuvre.
Schilderijen van deze kunstenares zijn onder andere in het bezit van de Belgische Staat, Museum van Deinze en de Leiestreek, de stad Gent, gemeenten Sint-Amandsberg en Sint-Martens-Latem, Musée Gaspar, Arlon.